# الأحمدية (سوريا)
الأحمدية هي قرية سورية تقع في وسط مرتفعات الجولان، على بعد 15 كيلومترًا جنوب شرق بحيرة الحولة. كانت مأهولة بالسكان أثناء الاحتلال الإسرائيلي لمرتفعات الجولان خلال حرب عام 1967. تشغل القرية تلتين منخفضتين تحيط بهما ينابيع. وأنشئت مستوطنة قصرين الإسرائيلية على بعد كيلومترين إلى الجنوب، وكان سكان الأحمدية من التركمان.

## التاريخ والآثار
أجرى غوتليب شوماخر أول مسح أثري للأحمدية في عام 1884. وأشار إلى أن القرى كانت تقع عند سفح تلة الشويكة، والتي تحتوي على آثار قديمة، أرخها شوماخر بالعصر الروماني، كما تشير النقوش الحجرية المنحوتة للنسور الرومانية وحيوانات أخرى. واجرى عالم الآثار الإسرائيلي شماريا غوتمان، دراسة أخرى، في عام 1968، وجد عناصر من الفترة الهلنستية، ومن الفترتين الرومانية والبيزنطية. وحدد جوتمان أن مساحة المستوطنة القديمة كانت تبلغ 35 دونما.

### الفترات الرومانية والبيزنطية
لاحظ شوماخر في عام 1884 وجود نقوش حجرية حيوانية من العصر الروماني، مثل النسور الرومانية. وأكتشف بقايا معبدين يهوديين قديمين في الأحمدية، والتي من المحتمل أن تكون موقع مستوطنة إكباتانا اليهودية الرومانية القديمة. ويشير عدد من القطع الأثرية إلى الاستيطان اليهودي في القرية خلال القرن الرابع الميلادي، مثل تلك التي تحتوي على نقش بارز من الشمعدان ذو تسعة فروع.

### الخلافة الإسلامية
كما عثر في القرية على قطع أثرية تعود إلى عصر الخلافة الإسلامية، وخاصة في فترة الخلافة الأموية والعباسية.

### الدولة العثمانية
في عام 1596 وجدت الأحمدية في سجلات الضرائب العثمانية باسم العمودية؛ جزء من ناحية البطيحة في سنجق حوران. كان سكانها مسلمين بالكامل ويتكون من 15 أسرة و 10 عزاب. ودفع القرويون ضريبة ثابتة بنسبة 25% على مختلف المنتجات الزراعية، بما في ذلك القمح (2100 آقجة)، والشعير (450)، والمحاصيل الصيفية (450)، ومن الحيوانات، الماعز وخلايا النحل (100)، بالإضافة إلى "الإيرادات العرضية" (100)، ما مجموعه 3,200 آقجة،وذهبت جميع الإيرادات إلى الوقف.
وأشار شوماخر في عام 1884، إلى أن القرية سيئة البناء، وكان يسكنها حوالي 70 تركمانيًا يعيشون في 12 منزلًا يشبه الأكواخ. وكانت تقع في أسفل تلة فيها آثار تعرف بالشويكة. وقد استخدم السكان حجارة هذه الآثار لبناء الأحمدية.

### حرب 1967 وما بعدها
احتلت إسرائيل الأحمدية ومرتفعات الجولان خلال حرب 1967. وفي عام 1968 هُدمت البلدة وشهد المراقبون العسكريون التابعون للأمم المتحدة على ذلك. وقدم ممثل دبلوماسي سوري شكوى بشأن تدمير القرية. خلال حرب أكتوبر في 1973، كانت الأحمدية واحدة من ثلاثة أماكن شن فيها الجيش السوري حملات كبرى أثناء تحرك قواته عبر سهول الجولان الجبلية. والمكانان الآخران هما الخشنية والرفيد.

## فهرس
- Applebaum، Shimon (1989). Judaea in Hellenistic and Roman times: historical and archaeological essays. BRILL Archive. ISBN:9004088210. مؤرشف من الأصل في 2023-10-03.
- Barker، A. J. (1980). Arab-Israeli Wars. Hippocrene Books. ISBN:9004088210. مؤرشف من الأصل في 2023-10-03.
- Hütteroth، Wolf-Dieter؛ Abdulfattah، Kamal (1977). Historical Geography of Palestine, Transjordan and Southern Syria in the Late 16th Century. Erlanger Geographische Arbeiten, Sonderband 5. Erlangen, Germany: Vorstand der Fränkischen Geographischen Gesellschaft. ISBN:3-920405-41-2. مؤرشف من الأصل في 2023-05-21.
- Ma'oz، Zvi Uri (2008). The Ghassānids and the fall of the Golan synagogues. Archaostyle. مؤرشف من الأصل في 2023-10-03.
- Schumacher، G. (1888). The Jaulân: Surveyed for the German Society for the Exploration of the Holy Land. Bentley and Son.
- Urman، Dan (1998). Ancient Synagogues: Historical Analysis and Archaeological Discovery. BRILL. ISBN:9004112545. مؤرشف من الأصل في 2023-10-03.